# Sonia Pierre

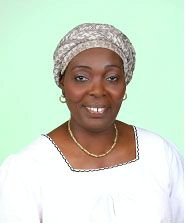
Sonia Pierre, 2010

Solange Pierre, bekannt als Sonia Pierre (* 4. Juni 1963 in Villa Altagracia, San Cristóbal, Dominikanische Republik; † 4. Dezember 2011 ebenda), war eine dominikanische Frauenrechtlerin und Menschenrechtsaktivistin.
Bis zuletzt arbeitete Pierre an der Überwindung der Stigmatisierung aus Haiti stammender Zuwanderer, ihrer wirtschaftlichen, sozialen und kulturellen Ausgrenzung.
1983 gründete sie gemeinsam mit anderen die Organisation MUDHA (Movimiento de Mujeres Domínico-Haitianas/Bewegung dominikanisch-haitianischer Frauen) und wurde geschäftsführende Direktorin (Executive Director) dieser Organisation. Für ihren unbedingten, unermüdlichen Einsatz für die Menschenrechte wurde Sonia Pierre mit zahlreichen internationalen Auszeichnungen geehrt.

## Leben
Sonia Pierre wurde 1963 in Villa Altagracia als eines von zwölf Kindern einer aus Haiti stammenden Wanderarbeiterfamilie geboren. Ihre Eltern – María Carmen Pierre und André Cofidan – waren 1951 von Haiti in die Dominikanische Republik gezogen, um als Zuckerrohrschneider auf einer der dortigen Zuckerrohrplantagen zu arbeiten.
Pierre wuchs in einer „Batey“ (Pl.: „Bateyes“) auf – wie man in der Dominikanischen Republik die Ansammlungen von Baracken nennt, in denen die haitianischen Wanderarbeiter, die zu Hungerlöhnen auf den Zuckerrohrplantagen arbeiten, unter menschenunwürdigen Bedingungen untergebracht werden. Vielköpfige Familien teilen sich einen Raum. Die Böden der Baracken sind nackt, die Wände unverputzt. Es gibt kein fließendes Wasser, keinen Strom, keine Kanalisation, keine Müllentsorgung, keine Arztpraxis oder Krankenstation in der Nähe und keinen Anschluss an öffentliche Verkehrsmittel. Ein Auto ist unbezahlbarer Luxus für die Bateyes-Bewohner. Es gibt auch keine öffentlichen Schulen. Wenn Kinder überhaupt am Schulunterricht teilnehmen wollen, müssen sie oft täglich zehn bis dreißig Kilometer zu Fuß zurücklegen.
Die Eltern Sonia Pierres beabsichtigten, sich dauerhaft in der Dominikanischen Republik niederzulassen, doch ihnen wurden die dominikanische Staatsangehörigkeit und Ausweispapiere von den Behörden konstant verweigert.
So gehörten sie weiterhin zu den so genannten „Papierlosen“ (den „sin papeles“) und galten für die dominikanischen Behörden – selbst nachdem sie sich schon jahrzehntelang im Land aufgehalten hatten – unverändert als „in transit“, „auf Durchreise“.
Auch Sonia Pierre und ihren Geschwistern, die in der Dominikanischen Republik zur Welt kamen, wurde die dominikanische Staatsangehörigkeit verweigert, obwohl laut dominikanischer Verfassung jedes Kind, das im Land geboren wurde, ein Anrecht auf einen dominikanischen Pass hatte.
Die Familie von Sonia Pierre teilte das Schicksal der meisten Nachkommen haitianischer Migranten in der Dominikanischen Republik, die offiziell keinen Namen und keine Staatsbürgerschaft haben (staatenlos sind), weil die dominikanischen Behörden ihnen die Papiere verweigern.
Von Kindesbeinen an erfuhr Sonia Pierre die juristischen, ökonomischen, sozialen und kulturellen Barrieren, mit denen neu zugewanderten Haitianern und auch solchen, die bereits die dominikanische Staatsangehörigkeit besaßen, in der Dominikanischen Republik grundlegende Menschenrechte verwehrt wurden.
Diese Misere der haitianischen Fremdarbeiter in der Dominikanischen Republik hat eine lange Geschichte und hängt mit einem tief sitzenden und politisch geförderten Rassismus zusammen. Während sich die Dominicanos als Nachfahren der Spanier sehen, betrachten sie die Haitianer als direkte Nachfahren der afrikanischen Sklaven. Dementsprechend hat sich eine starke Abneigung gegenüber allem, was richtig schwarz ist, d. h. dunkler als man selbst, entwickelt. Schwarz ist haitianisch, schmutzig, minderwertig, „Haitianer“ ist in der Dominikanischen Republik ein Schimpfwort.
Als 1965 der Vater von Sonia Pierre starb, arbeitete ihre Mutter, María Carmen Pierre, weiterhin als Zuckerrohrschneiderin – wegen der enormen physischen Belastung eine eher ungewöhnliche Arbeit für eine Frau. Sie zog Sonia und ihre elf Geschwister in einem winzigen Raum auf, der ihr in der Barackensiedlung zugeteilt worden war.
Es gab keine Schule für die Kinder, aber als Sonia neun Jahre alt war, nahm sie an einem Schulunterricht teil, der von einem Ortsansässigen erteilt wurde. Als sie älter war, ging sie jeden Tag viele Kilometer bis zur nächstgelegenen Schule.

## Frühes Engagement
Schon 1976, im frühen Alter von 13 Jahren, setzte sich Sonia Pierre für eine Verbesserung der Lebensbedingungen der Dominiko-Haitianer ein, weigerte sich zu schweigen angesichts offenkundiger Ungerechtigkeiten. Damals war in der Batey, in der sie aufgewachsen war, ein Streik ausgebrochen. Die Plantagenarbeiter forderten höhere Löhne, besseres Essen und eine Verbesserung ihrer Wohnverhältnisse. Der Streik breitete sich aus. Schließlich protestierten sämtliche Zuckerrohrschneider der benachbarten Dörfer. Ihr Engagement – Pierre war als Sprecherin der Arbeiterinnen aufgetreten – brachte sie ins Gefängnis, und es wurde ihr mit der Ausweisung aus der Dominikanischen Republik gedroht. Seither setzte sich Pierre für die Rechte der in der Dominikanischen Republik geborenen Landarbeiter, insbesondere der Kinder haitianischer Einwanderer ein, um ihnen Staatsbürgerschaft und Bildung zu sichern.

## Gründung von MUDHA
1983 gründete sie gemeinsam mit anderen die Organisation MUDHA (Movimiento de Mujeres Domínico-Haitianas – Bewegung dominikanisch-haitianischer Frauen), die gegen die extreme Rechtlosigkeit vor allem der dominikanisch-haitianischen Landarbeiterinnen und ihrer Kinder in Lebensbereichen wie Staatsbürgerschaft, Gesundheit, Arbeitsrechte, Bildung und Wohnen ankämpfte.
MUDHA bemüht sich, den Migranten und ihren Kindern Papiere zu besorgen, organisiert Unterricht für jene, die nicht in den staatlichen Schulen aufgenommen werden und bildet in den Dörfern Gesundheitsberaterinnen aus, die über Hygiene und sexuell übertragbare Krankheiten Bescheid wissen. Dabei arbeitet MUDHA mit der gesamten Dorfgemeinschaft zusammen, auch mit kirchlichen Basisorganisationen.

## Interamerikanischer Gerichtshof für Menschenrechte
Sonia Pierre und MUDHA gelang es, die Aufmerksamkeit der internationalen Gemeinschaft auf die Ungerechtigkeiten zu lenken, die haitianischstämmige Dominikaner in der Dominikanischen Republik zu erleiden haben. Einer der von ihr verfochtenen Fälle – Dilcia Yean and Violeta Bosico v. Dominican Republic –  gelangte bis vor den Inter-American Court for Human Rights (Interamerikanischer Gerichtshof für Menschenrechte).
Bei Dilcia Yean und Violeta Bosico handelte es sich um zwei Mädchen haitianischer Abstammung, die in der Dominikanischen Republik geboren worden waren.
Obgleich die Eltern beider Mädchen bereits die dominikanische Staatsangehörigkeit besaßen, weigerten sich die dominikanischen Behörden, Geburtsurkunden (Geburtsregister) für die beiden Mädchen auszustellen.
Die dominikanische Verfassung (diejenige, die zu dieser Zeit in Kraft war) sicherte aber jedem Kind, das auf dem Territorium der Dominikanischen Republik geboren wurde, die dominikanische Staatsangehörigkeit zu (ius soli). Die Interamerikanische Kommission für Menschenrechte (IAKMR) in Washington legte daraufhin beim Interamerikanischen Gerichtshof für Menschenrechte Beschwerde ein und erklärte, dass die diskriminierende Verweigerungshaltung der dominikanischen Behörden Dilcia Yean und Violeta Bosico zu Staatenlosen gemacht habe und sie so zwinge, in Illegalität bzw. völlig unsicheren Umständen aufzuwachsen. Die Kommission beklagte weiter zahlreiche Verletzungen der Amerikanischen Menschenrechtskonvention (die von der Dominikanischen Republik am 19. April 1978 anerkannt worden war) und führte u. a. den Nachweis, dass Violeta Bosico ein Jahr lang nicht am Schulunterricht habe teilnehmen dürfen, weil sie keine Ausweispapiere vorweisen konnte.
Die Richter urteilten, dass bei Dominikanern haitianischer Abstammung der Status der Eltern nicht (auch noch) auf die Kinder „vererbt“ werden könne.

## Auszeichnungen
Für ihren selbstlosen, unbedingten Einsatz wurde Sonia Pierre mit zahlreichen Auszeichnungen geehrt:
- 2003 – Human Rights Ginetta Sagan Fund Award (Amnesty International)[23][24][25]
- 2006 – Robert F. Kennedy Human Rights Award
- 2010 – International Women of Courage Award des US Department of State – Außenministerium der Vereinigten Staaten
- 2010 – Ritterorden „Honor and Merit“ für die Verdienste um das haitianische Volk